# 펜트하우스 (잡지)

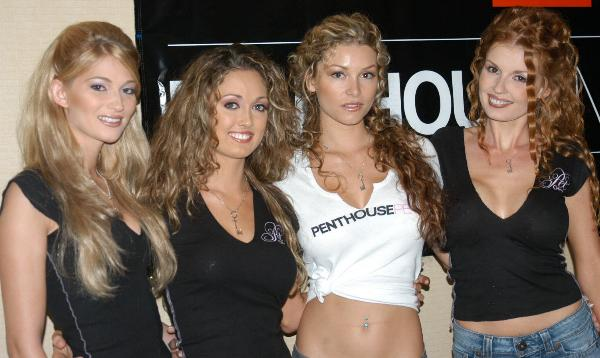

펜트하우스(영어: Penthouse)는 1965년 창간된 남성용 월간 잡지이다.